# 苏纪兰
苏纪兰（1935年12月31日—），湖南攸县人，中国物理海洋学家，国家海洋局第二海洋研究所名誉所长、国家海洋局海洋动力过程与卫星海洋学开放实验室主任。曾任国际海洋科学研究委员会执委会委员、联合国政府间海洋学委员会主席，华东师范大学河口海岸学国家重点实验室学术委员会顾问。

## 生平
苏纪兰1957年毕业于台湾大学。1967年获美国加州大学伯克利分校博士学位。1991年当选为中国科学院学部委员(院士)。1994年当选为第三世界科学院院士。1999年当选为俄罗斯科学院外籍院士。2001年6月，中国科学技术协会第六次全国代表大会召开，并选举其出任第六届全国委员会常务委员。